# Trapezoedro stellato
In geometria solida, il trapezoedro stellato è il poliedro duale dell'antiprisma stellato. Si tratta di un poliedro simile al trapezoedro, le cui facce però si intersecano in vari punti.
Le {\displaystyle 2n} facce del poliedro sono tutti aquiloni. La struttura del poliedro è simile a quella del trapezoedro: il poliedro ha una parte superiore ed una inferiore, e ciascuna di queste è un ciclo di aquiloni. A differenza di questo, però, questo ciclo fa "più giri" e quindi gli aquiloni appartenente a "giri differenti" si intersecano. La presenza di "più giri" è legata al fatto che il poliedro duale è un antiprisma stellato.

## Una successione di poliedri
Esiste un trapezoedro stellato con {\displaystyle 2n} facce per ogni poligono stellato con {\displaystyle n} lati. Il più semplice è quindi quello pentagonale, con {\displaystyle n=5} lati, mostrato nella figura a destra. Per {\displaystyle n>5}, possono esistere più poligoni regolari stellati con lo stesso numero {\displaystyle n} di lati. Quando {\displaystyle n} è un numero composto, in alcuni casi il poliedro risulta essere unione di più poliedri distinti: si tratta cioè di un poliedro composto.
Benché non siano poliedri convessi, per gli antiprismi stellati vale comunque la relazione di Eulero
{\displaystyle V-S+F=2}
fra i numeri di vertici, spigoli e facce.
I trapezoedri stellati hanno anche delle analogie con le bipiramidi stellate, duali dei prismi stellati.